# Josep Torrens Font
Josep Torrens Font   (Barcelona, 5 de maig de 1891 - segle XX), de vegades escrit Josep Torrents Font, va ser un periodista, futbolista, àrbitre de futbol i directiu de premsa català.
En la dècada de 1910 dirigí el setmanari El Sport i, posteriorment, La Jornada Deportiva entre 1921 i 1925. Més endavant, després de reemplaçar a Ricardo Grau Escoda que ocupà el càrrec entre 1920 i 1929, fou el director del degà de la premsa esportiva, El Mundo Deportivo entre els anys 1929 i 1939, que sota la seva direcció, es convertiria en diari el 4 de març de 1929. Durant la Guerra Civil Espanyola, però, a causa de la falta de paper, es converteix novament en setmanari, fins i tot deixà de publicar-se, per reaparèixer el 31 de desembre de 1939, després que fos apartat del càrrec i substituït per un altre director afí al nou règim, Josep Leonci Lasplazas Pujolar. Durant un temps compaginà la tasca periodística amb l'arbitratge. El 1919 fou escollit president del Col·legi Català d'Àrbitres, encara que renuncià al càrrec. Xiulà partits del Campionat de Catalunya i d'Espanya, i dirigí la final del Campionat d'Espanya (1918). Estigué també molt vinculat a l'Universitary Sport Club, club del qual fou president i secretari, a més de jugador. També jugà amb l'Espanyol com a cedit. Al final del 1936 fou seleccionador català. Hi ha constància que durant l'any 1932 exercia com a president del Sindicat de Periodistes Esportius. També havia estat seleccionador regional de Catalunya.